# 中央市场 (佛罗伦萨)

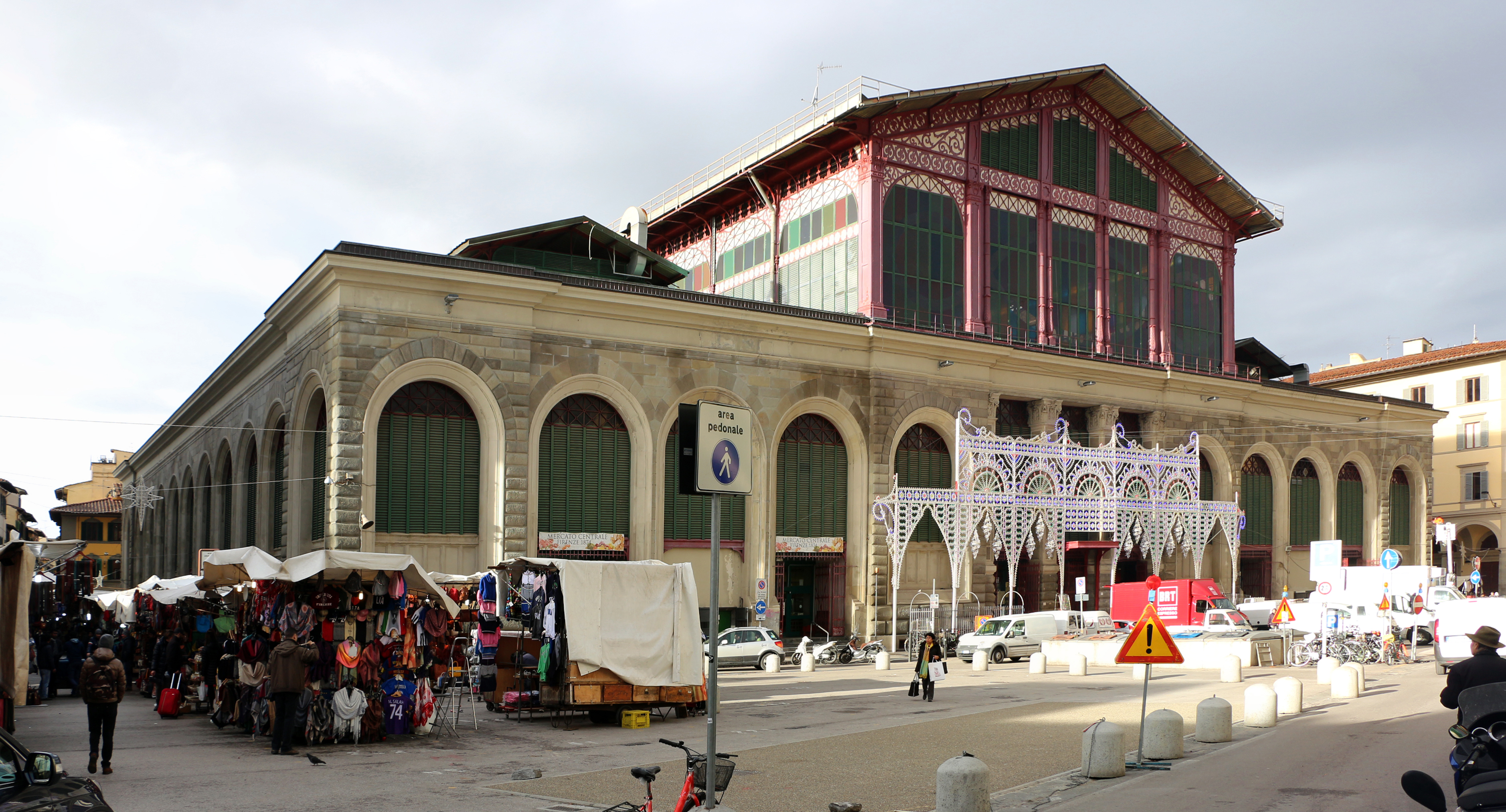
中央市场

中央市场（Mercato Centrale）位于意大利佛罗伦萨，为19世纪后期佛罗伦萨充当意大利首都的结果。 
43°46′36″N 11°15′12″E / 43.77667°N 11.25333°E